# Triacanthagyna caribbea
Triacanthagyna caribbea – gatunek ważki z rodziny żagnicowatych (Aeshnidae).

## Zasięg występowania
Ameryka Północna i Południowa; notowany na Dominikanie, Portoryko, w Trynidadzie i Tobago, Meksyku, Belize, Gwatemali, Hondurasie, Kostaryce, Kolumbii, Wenezueli, Surinamie, Gujanie Francuskiej, Brazylii (stany Pará, Piauí, Mato Grosso, Bahia, Espírito Santo, São Paulo, Rio de Janeiro, Parana), Ekwadorze, Peru i Boliwii. Odnotowywany także w południowym Teksasie (USA), być może tylko tam zalatuje.